# Johann Christian Dünnhaupt
Johann Christian Dünnhaupt (* 1716 in Tylhausen (Waldeck); † 2. Mai 1786 in Lelm) war ein deutscher Pastor und Prähistoriker. Er gilt als Begründer der Vorgeschichtsforschung im Braunschweiger Land.

## Leben
Johann Christian Dünnhaupt war eines von sechs Kindern des Negenborner Rektors Franz Dünnhaupt. Er war Klosterschüler im Kloster Amelungsborn. Bereits dort entwickelte er Interesse an Geschichte, indem er die Ruinen der Burg Everstein und der Homburg durchstreifte. Bei der Homburg will er 1736 mit einem 60 Klafter (103 m) langen, mit einer Bleikugel beschwerten Faden den Grund des Burgbrunnens nicht erreicht haben.
Später studierte Dünnhaupt Theologie an der Universität Helmstedt. Danach war er für einige Jahre Hauslehrer. 1750 wurde er Pastor in Berel und heiratete dort 1751 Maria Henriette Wrisberg aus Elze. Aus der Ehe gingen 10 Kinder hervor. 1763 wechselte Dünnhaupt nach Lelm. Nachdem die ersten erwachsenen Kinder das Elternhaus verlassen hatten, lebte sein geschichtliches Interesse wieder auf. 1768 begannen seine Veröffentlichungen zur Ur- und Frühgeschichte im Braunschweiger Land in den Gelehrten Beyträgen zu den Braunschweigischen Anzeigen. Sein Hauptwerk ist das 1778 erschienene und in Helmstedt gedruckte Buch Beiträge zur Deutschen Niedersächsischen Geschichte und deren Altertümern.

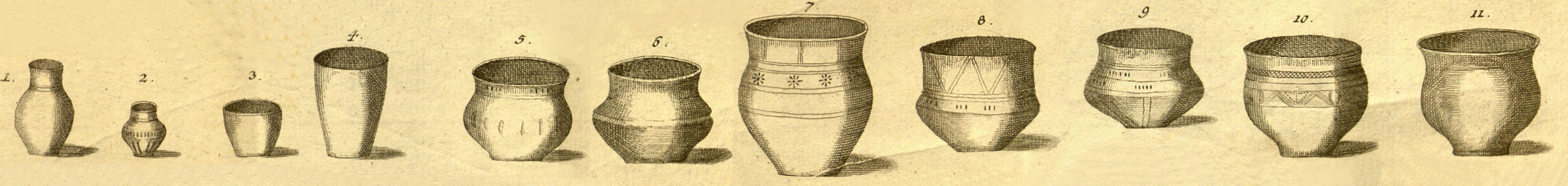
Von Johann Christian Dünnhaupt ausgegrabene und gezeichnete Urnen des Gräberfeldes Ole Hai, 1778

Dünnhaupt ist der Entdecker des Grabhügelfeldes Ole Hai im Elm zwischen Räbke und Lelm. Er unternahm erste Ausgrabungen an den Grabhügeln und barg auf sorgsame Weise Urnen. Seine Untersuchungsergebnisse veröffentlichte er in seinem 1778 herausgegebenen Buch zur Niedersächsischen Geschichte im Kapitel Von den im Elm gegrabenen Urnen oder Todtentöpfen. Dünnhaupt beschrieb darin nicht nur seine Fundstücke, sondern gab eine ernsthafte archäologisch-historische Deutung der Funde und Befunde ab. Der Schöninger Rektor Johann Arnold Ballenstedt setzte Dünnhaupts Arbeit fort.  Einige der von Dünnhaupt gefundenen Urnen sind in Wolfenbüttel und Helmstedt ausgestellt.

## Werke
- Beiträge zur Deutschen Niedersächsischen Geschichte und deren Altertümern, Helmstedt, 1778 (Online). - Ndr. Whitefish MT 2009.